# Håvard Solås Taugbøl
Håvard Solås Taugbøl (* 20. August 1993 in Lillehammer) ist ein norwegischer Skilangläufer.

## Werdegang
Taugbøl nahm bis 2013 an Juniorenrennen teil. Bei den Juniorenweltmeisterschaften 2012 in Erzurum holte er Bronze mit der Staffel. Bei den norwegischen Skilanglaufmeisterschaften 2013 der U20 in Løten gewann er Gold im 20-km-Skiathlon. Silber bekam er mit der Staffel bei den Juniorenweltmeisterschaften 2013 in Liberec. Sein erstes Weltcuprennen lief er im Dezember 2013 in Davos, welches er mit dem 21. Platz im Sprint beendete und damit auch seine ersten Weltcuppunkte gewann. Im Februar 2014 holte er im Sprint in Madona seinen ersten Sieg im Scandinavian Cup. In der Saison 2014/15 erreichte er in Davos mit dem siebten Rang im Sprint seine erste Top-Zehn-Platzierung im Weltcup. Es folgten weitere gute Ergebnisse im Scandinavian Cup, welchen er auf den siebten Platz in der Gesamtwertung beendete. In der Saison 2015/16 kam er bei fünf Sprintteilnahmen, dreimal unter die ersten Zehn und erreichte den 22. Platz im Sprintweltcup. Im März 2016 holte er im Sprint in Otepää seinen zweiten Sieg im Scandinavian Cup. Zu Beginn der Saison 2016/17 kam er beim Scandinavian Cup in Lillehammer auf den zweiten Platz im Sprint. Es folgten im Weltcup drei Top-Zehn-Resultate und abschließend der 19. Platz im Sprintweltcup. Im März 2017 wurde er bei der Minitour im Scandinavian Cup in Madona Zweiter und gewann zum Saisonende die Gesamtwertung des Scandinavian Cups. Im April 2018 wurde er zusammen mit Martin Løwstrøm Nyenget norwegischer Meister im Teamsprint.
In der Saison 2019/20 lief Taugbøl im Sprint sechsmal unter den ersten Zehn. Dabei erreichte er mit Platz drei in Davos und Rang zwei in Drammen seine ersten Podestplatzierungen im Weltcup. Zudem wurde er in Planica zusammen mit Gjøran Tefre Zweiter im Teamsprint und erreichte zum Saisonende den 27. Platz im Gesamtweltcup und den achten Rang im Sprintweltcup. Nach Platz 29 beim Ruka Triple zu Beginn der Saison 2020/21, wurde er in Falun und bei den nordischen Skiweltmeisterschaften 2021 in Oberstdorf jeweils Dritter im Sprint. In der Saison 2021/22 kam er im Weltcup fünfmal unter die ersten Zehn und erreichte damit den 18. Platz im Gesamtweltcup sowie den fünften Rang im Sprintweltcup. Dabei holte er im Sprint in Dresden seinen ersten Weltcupsieg und errang zudem dort den zweiten Platz im Teamsprint. Beim Saisonhöhepunkt, den Olympischen Winterspielen 2022 in Peking, wurde er Zehnter im Sprint.
Nach der Saison 2024/25 verkündete er zukünftig nicht mehr im Weltcup, sondern bei den Ski Classics antreten zu wollen.

## Erfolge

### Weltcupsiege im Einzel
| Nr. | Datum             | Ort     | Disziplin              |
| --- | ----------------- | ------- | ---------------------- |
| 1.  | 18. Dezember 2021 | Dresden | 1,3 km Sprint Freistil |

### Siege bei Continental-Cup-Rennen
| Nr. | Datum            | Ort           | Disziplin            | Serie            |
| --- | ---------------- | ------------- | -------------------- | ---------------- |
| 1.  | 19. Februar 2014 | Madona        | Sprint Freistil      | Scandinavian Cup |
| 2.  | 11. März 2016    | Otepää        | 1 km Sprint Freistil | Scandinavian Cup |
| 3.  | 3. März 2017     | Madona        | Sprint Freistil      | Scandinavian Cup |
| 4.  | 3. Januar 2020   | Nes Skianlegg | Sprint Freistil      | Scandinavian Cup |

### Medaillen bei nationalen Meisterschaften
- 2015: Bronze im Teamsprint
- 2016: Silber mit der Staffel, Bronze im Sprint
- 2017: Silber im Teamsprint, Bronze im Sprint, Bronze mit der Staffel
- 2018: Gold im Teamsprint
- 2019: Bronze im Sprint
- 2020: Silber im Sprint, Silber mit der Staffel
- 2025: Silber mit der Staffel

## Teilnahmen an Weltmeisterschaften und Olympischen Winterspielen

### Olympische Spiele
- 2022 Peking: 10. Platz Sprint Freistil

### Nordische Skiweltmeisterschaften
- 2021 Oberstdorf: 3. Platz Sprint klassisch
- 2023 Planica: 27. Platz Sprint klassisch
- 2025 Trondheim: 14. Platz Sprint Freistil

## Platzierungen im Weltcup

### Weltcup-Statistik
Die Tabelle zeigt die erreichten Platzierungen im Einzelnen.
- 1.–3. Platz: Anzahl der Podiumsplatzierungen
- Top 10: Anzahl der Platzierungen unter den ersten zehn
- Punkteränge: Anzahl der Platzierungen innerhalb der Punkteränge
- Starts: Anzahl gelaufener Rennen in der jeweiligen Disziplin
- Hinweis: Bei den Distanzrennen erfolgt die Einordnung gemäß FIS.

| Platzierung               | Distanzrennen a | Distanzrennen a | Distanzrennen a | Distanzrennen a | Distanzrennen a | Skiathlon Verfolgung | Sprint | Etappen- rennen b | Gesamt | Team   | Team    |
| Platzierung               | ≤ 5 km          | ≤ 10 km         | ≤ 15 km         | ≤ 30 km         | > 30 km         | Skiathlon Verfolgung | Sprint | Etappen- rennen b | Gesamt | Sprint | Staffel |
| ------------------------- | --------------- | --------------- | --------------- | --------------- | --------------- | -------------------- | ------ | ----------------- | ------ | ------ | ------- |
| 1. Platz                  |                 |                 |                 |                 |                 |                      | 1      |                   | 1      |        |         |
| 2. Platz                  |                 |                 |                 |                 |                 |                      | 3      |                   | 3      | 3      |         |
| 3. Platz                  |                 |                 |                 |                 |                 |                      | 4      |                   | 4      |        | 1       |
| Top 10                    |                 |                 |                 |                 |                 |                      | 35     |                   | 35     | 6      | 1       |
| Punkteränge               |                 | 1               | 2               |                 |                 | 1                    | 55     | 2                 | 61     | 7      | 1       |
| Starts                    |                 | 3               | 4               |                 |                 | 3                    | 58     | 2                 | 70     | 7      | 1       |
| Stand: Saisonende 2024/25 |                 |                 |                 |                 |                 |                      |        |                   |        |        |         |

### Weltcup-Gesamtplatzierungen
| Saison  | Gesamt | Gesamt | Distanz | Distanz | Sprint | Sprint |
| Saison  | Punkte | Platz  | Punkte  | Platz   | Punkte | Platz  |
| ------- | ------ | ------ | ------- | ------- | ------ | ------ |
| 2013/14 | 34     | 106.   | -       | -       | 34     | 53.    |
| 2014/15 | 106    | 61.    | -       | -       | 106    | 22.    |
| 2015/16 | 108    | 56.    | -       | -       | 108    | 22.    |
| 2016/17 | 124    | 50.    | -       | -       | 124    | 19.    |
| 2017/18 | 36     | 59.    | -       | -       | 36     | 26.    |
| 2018/19 | 83     | 65.    | -       | -       | 83     | 28.    |
| 2019/20 | 294    | 27.    | -       | -       | 294    | 8.     |
| 2020/21 | 112    | 48.    | 11      | 72.     | 97     | 15.    |
| 2021/22 | 324    | 18.    | -       | -       | 324    | 5.     |
| 2022/23 | 395    | 38.    | -       | -       | 395    | 18.    |
| 2023/24 | 906    | 21.    | 37      | 95.     | 803    | 4.     |
| 2024/25 | 248    | 70.    | -       | -       | 248    | 27.    |